# Dong Biwu

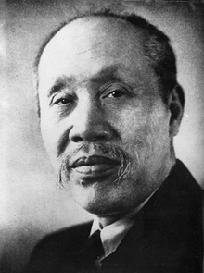
Dong Biwu

Dǒng Bìwǔ (chinesisch 董必武, W.-G. Tung Pi-wu; * 5. März 1886 in Huanggang, Provinz Hubei; † 2. April 1975 in Peking) war ein chinesischer Revolutionär und kommunistischer Politiker während des Regimes von Mao Zedong.

## Leben
Er wurde in Huanggang in eine Grundeigentümer-Familie hineingeboren und genoss eine klassische Bildung. Er nahm an dem Wuchang-Aufstand teil und wurde 1911 Mitglied der Tongmenghui. Während seines Rechtswissenschaftsstudium in Tokio wurde er außerdem Mitglied der Kuomintang. 1915 kehrte er nach China zurück, wo er zu sechs Monaten Haft, aufgrund von Widerstand gegen das Regime von Yuan Shikai, verurteilt wurde.
Zwischen 1919 und 1920 kam er durch Chinesische Intellektuelle in Shanghai zum ersten Mal in Kontakt mit dem Marxismus. Er wurde Mitglied der Kommunistischen Partei Chinas, blieb aber bis 1927 gleichzeitig Kuomintang-Mitglied.
Nach dem Nanchang-Aufstand suchte er Asyl in der Sowjetunion, wo er an der Internationalen Lenin-Schule und der Sun-Yat-sen-Universität studierte. Nach seiner Rückkehr nach China 1932 stieg er weiter innerhalb der Partei auf.

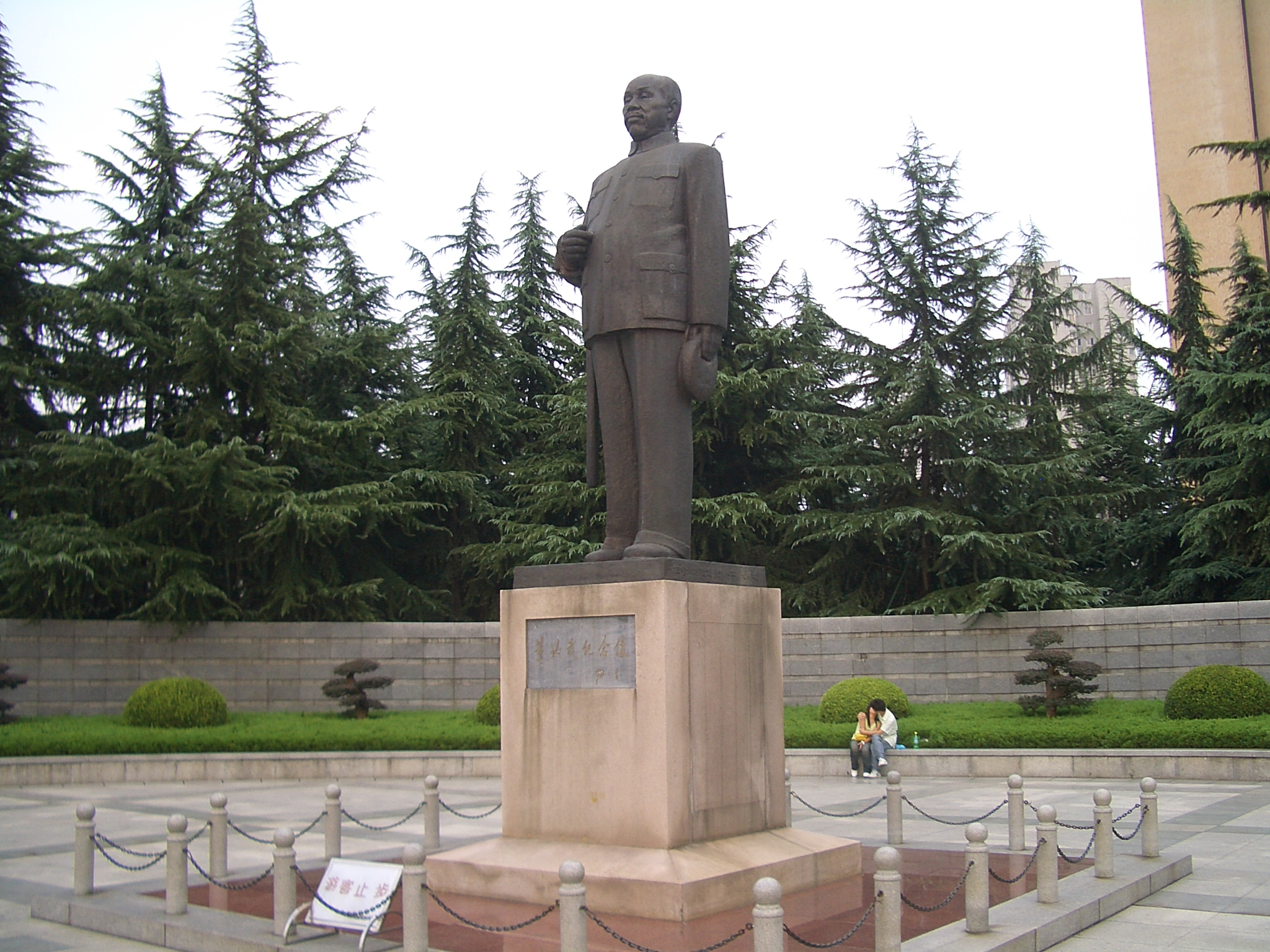
Statue von Dong Biwu in Wuhan

In den 1940er Jahren wurde er in Yan’an zusammen mit Wu Yuzhang, Lin Boqu, Xu Teli und Xie Juezai „die fünf Rangältesten“ (延安五老,  Yánān Wǔ Lǎo) genannt. Er war von 1959 bis 1975 neben Song Qingling einer der stellvertretenden Vorsitzenden und nach dem Parteiausschluss von Liu Shaoqi von Oktober 1968 bis Januar 1975 geschäftsführend Vorsitzender der Volksrepublik China, bis 1972 gemeinsam mit Song Qingling. Die Amtszeit der beiden als Stellvertreter war das einzige Mal, dass es in China zwei Vizepräsidenten gleichzeitig gab.